# Расселл (округ, Канзас)
Шаблон:StateAbbr_ 38°55′00″ пн. ш. 98°46′00″ зх. д. / 38.9167° пн. ш. 98.7667° зх. д.
Округ Расселл (англ. Russell County) — округ (графство) у штаті Канзас, США. Ідентифікатор округу 20167.

## Історія
Округ утворений 1867 року.

## Демографія
За даними перепису 
2000 року 
загальне населення округу становило 7370 осіб, зокрема міського населення було 4331, а сільського — 3039.
Серед мешканців округу чоловіків було 3542, а жінок — 3828. В окрузі було 3207 домогосподарств, 2021 родин, які мешкали в 3871 будинках.
Середній розмір родини становив 2,83.
Віковий розподіл населення поданий у таблиці:
| Стать    | До 15 років | 15-21 | 22-29 | 30-39 | 40-49 | 50-65 | 65-85 | Понад 85 |
| -------- | ----------- | ----- | ----- | ----- | ----- | ----- | ----- | -------- |
| Чоловіки | 672         | 318   | 257   | 420   | 524   | 621   | 643   | 87       |
| Жінки    | 620         | 311   | 219   | 452   | 525   | 657   | 838   | 206      |

## Суміжні округи
- Осборн — північ
- Лінкольн — схід
- Еллсворт — південний схід
- Бартон — південь
- Раш — південний захід
- Елліс — захід

## Виноски
1. ↑  U.S. Decennial Census. United States Census Bureau. Архів оригіналу за 12 травня 2015. Процитовано 28 липня 2014.
2. ↑  Historical Census Browser. University of Virginia Library. Архів оригіналу за 11 серпня 2012. Процитовано 28 липня 2014.
3. ↑  Population of Counties by Decennial Census: 1900 to 1990. United States Census Bureau. Архів оригіналу за 5 червня 2019. Процитовано 28 липня 2014.
4. ↑  Census 2000 PHC-T-4. Ranking Tables for Counties: 1990 and 2000 (PDF). United States Census Bureau. Архів оригіналу (PDF) за 18 грудня 2014. Процитовано 28 липня 2014.
5. ↑  State & County QuickFacts. United States Census Bureau. Архів оригіналу за 17 липня 2011. Процитовано 28 липня 2014.(англ.) Наведено за англійською вікіпедією.
6. ↑  American FactFinder. Бюро перепису населення США. Архів оригіналу за 26 лютого 2012. Процитовано 31 січня 2008.

| США | Це незавершена стаття з географії США. Ви можете допомогти проєкту, виправивши або дописавши її. |